# Legend Fighting Championship 5
Legend Fighting Championship 5（レジェンド・ファイティング・チャンピオンシップ・ファイブ）は、中国の総合格闘技団体「LFC」の大会の一つ。2011年7月16日、マカオのシティ・オブ・ドリーム内グランドハイアット・マカオで開催された。

## 大会概要
本大会ではウェルター級とバンタム級の初代王座決定戦が組まれた。
キャリア15戦無敗のフランシーノ・チルタがLFCデビュー。

## 試合結果
| 試合 | 階級                                 | 勝者                 | 敗者                     | 試合結果                     |
| ---- | ------------------------------------ | -------------------- | ------------------------ | ---------------------------- |
| 1    | バンタム級                           | スン・ミンエン       | ヴィンセント・シュウ     | 1R 1:49 リアネイキドチョーク |
| 2    | ミドル級                             | ヤン・ヘジュン       | パット・クローリー       | 3R終了 判定3-0               |
| 3    | フェザー級王座決定 トーナメント1回戦 | フランシーノ・チルタ | ウ・チェンジェ           | 3R終了 判定3-0               |
| 4    | ウェルター級                         | ウォン・サイ         | 濱村健                   | 1R終了時 TKO                 |
| 5    | フェザー級王座決定 トーナメント1回戦 | マーク・ストリーグル | 川那子祐輔               | 3R終了 判定2-1               |
| 6    | ウェルター級                         | リー・ジンリャン     | アレックス・ニウ         | 3R終了 判定3-0               |
| 7    | ライト級                             | ナム・ウィチョル     | ロブ・ヒル               | 2R 1:12 TKO                  |
| 8    | バンタム級 王座決定戦                | ヤオ・ホンガン       | ゾ・ナムジン             | 3R終了 判定3-0               |
| 9    | ウェルター級 王座決定戦              | ペ・ミョンホ         | ロドニー・マクスウェイン | 3R終了 判定3-0               |